# داستان تازه‌ای از زاتوایچی
داستان تازه‌ای از زاتوایچی (ژاپنی: 新・座頭市物語 Shin Zatōichi monogatari) فیلمی است که در سال ۱۹۶۳ اکران شد. از بازیگران آن می‌توان به شینتارو کاتسو اشاره کرد.